# Фокс-Рівер-Гроув (Іллінойс)
Фокс-Рівер-Гроув (англ. Fox River Grove) — селище (англ. village) в США, в округах Макгенрі і Лейк штату Іллінойс. Населення — 4702 особи (2020).

## Географія
Фокс-Рівер-Гроув розташований за координатами 42°11′44″ пн. ш. 88°12′52″ зх. д. / 42.19556° пн. ш. 88.21444° зх. д. (42.195428, -88.214501).  За даними Бюро перепису населення США в 2010 році селище мало площу 4,61 км², уся площа — суходіл.

## Демографія
Згідно з переписом 2010 року, у селищі мешкали 4854 особи в 1761 домогосподарстві у складі 1325 родин. Густота населення становила 1054 особи/км².  Було 1857 помешкань (403/км²).
Расовий склад населення:
| - 93,6 % — білих - 2,9 % — азіатів - 0,6 % — чорних або афроамериканців - 0,1 % — корінних американців - 1,0 % — осіб інших рас |

До двох чи більше рас належало 1,7 %. Частка іспаномовних становила 5,4 % від усіх жителів.
За віковим діапазоном населення розподілялося таким чином: 26,9 % — особи молодші 18 років, 65,2 % — особи у віці 18—64 років, 7,9 % — особи у віці 65 років та старші. Медіана віку мешканця становила 40,3 року. На 100 осіб жіночої статі у селищі припадало 99,7 чоловіків;  на 100 жінок у віці від 18 років та старших — 98,1 чоловіків також старших 18 років.
Середній дохід на одне домашнє господарство  становив 116 446 доларів США (медіана — 96 102), а середній дохід на одну сім'ю — 131 780 доларів (медіана — 110 329). Медіана доходів становила 77 625 доларів для чоловіків та 46 007 доларів для жінок. За межею бідності перебувало 8,7 % осіб, у тому числі 6,1 % дітей у віці до 18 років та 7,0 % осіб у віці 65 років та старших.
Цивільне працевлаштоване населення становило 2556 осіб. Основні галузі зайнятості: освіта, охорона здоров'я та соціальна допомога — 26,3 %, виробництво — 12,4 %, мистецтво, розваги та відпочинок — 10,5 %, будівництво — 9,3 %.